# Akunk (Kotayk)
Akunk (in armeno Աղավնաձոր?) è un comune dell'Armenia di 1 988 abitanti (2009) della provincia di Kotayk'.